# Nao Hibino
Nao Hibino (Ichinomiya, 28 de noviembre de 1994) es una jugadora de tenis profesional japonesa.
El 18 de enero de 2016 alcanzó su más alto ranking individual en la WTA el cual fue 56. El 27 de febrero de 2017 ella llegó a su más alto ranking en dobles el cual fue 68.
Hibino hizo su debut en el cuadro principal de la WTA en el Abierto Femenino de Japón 2014 en el evento de dobles, donde se asoció con Riko Sawayanagi. A los de las mujeres de Japón 2015 Abrir Hibino ganó su primeros singles WTA partido cuadro principal de derrotar a Hiroko Kuwata en tres sets.

## Títulos WTA (6; 3+3)

### Individual (3)
| Leyenda                                |
| Grand Slam (0)                         |
| Juegos Olímpicos (0)                   |
| WTA Finals (0)                         |
| WTA Tournament of Champions (0)        |
| P. Mandatory & Premier 5, WTA 1000 (0) |
| Premier, WTA 500 (0)                   |
| International, WTA 250 (3)             |

| N.º | Fecha                    | Torneo    | Superficie | Oponente en la final | Resultado |
| 1.  | 3 de octubre de 2015     | Tashkent  | Dura       | Donna Vekić          | 6-2, 6-2  |
| 2.  | 15 de septiembre de 2019 | Hiroshima | Dura       | Misaki Doi           | 6-3, 6-2  |
| 3.  | 5 de agosto de 2023      | Praga     | Dura       | Linda Nosková        | 6-4, 6-1  |

#### Finalista (3)
| N.º | Fecha                | Torneo       | Superficie | Oponente en la final | Resultado     |
| 1.  | 1 de octubre de 2016 | Tashkent     | Dura       | Kristýna Plíšková    | 3-6, 6-2, 3-6 |
| 2.  | 5 de marzo de 2017   | Kuala Lumpur | Dura       | Ashleigh Barty       | 3-6, 2-6      |
| 3.  | 30 de julio de 2017  | Nanchang     | Dura       | Shuai Peng           | 3-6, 2-6      |

### Dobles (3)
| Leyenda                                |
| Grand Slam (0)                         |
| Juegos Olímpicos (0)                   |
| WTA Finals (0)                         |
| P. Mandatory & Premier 5, WTA 1000 (0) |
| Premier, WTA 500 (0)                   |
| International, WTA 250 (3)             |

| N.º | Fecha                    | Torneos   | Superficie | Pareja              | Oponentes en la final             | Resultado           |
| --- | ------------------------ | --------- | ---------- | ------------------- | --------------------------------- | ------------------- |
| 1.  | 9 de abril de 2017       | Monterrey | Dura       | Alicja Rosolska     | Dalila Jakupović Nadia Kichenok   | 6-2, 7-6(4)         |
| 2.  | 15 de septiembre de 2019 | Hiroshima | Dura       | Misaki Doi          | Christina McHale Valeria Savinykh | 3-6, 6-4, [10-4]    |
| 3.  | 5 de agosto de 2023      | Praga     | Dura       | Oksana Kaláshnikova | Quinn Gleason Elixane Lechemia    | 6-7(7), 7-5, [10-3] |

#### Finalista (4)
| N.º | Fecha                    | Torneos  | Superficie    | Pareja              | Oponentes en la final              | Resultado      |
| --- | ------------------------ | -------- | ------------- | ------------------- | ---------------------------------- | -------------- |
| 1.  | 30 de septiembre de 2017 | Tashkent | Dura          | Oksana Kaláshnikova | Tímea Babos Andrea Hlaváčková      | 5-7, 4-6       |
| 2.  | 4 de febrero de 2018     | Taipéi   | Dura (i)      | Oksana Kaláshnikova | Yingying Duan Yafan Wang           | 6-7(4), 6-7(5) |
| 3.  | 13 de octubre de 2019    | Tianjin  | Dura          | Miyu Kato           | Shuko Aoyama Ena Shibahara         | 3-6, 5-7       |
| 4.  | 25 de abril de 2021      | Estambul | Tierra batida | Makoto Ninomiya     | Veronika Kudermétova Elise Mertens | 1-6, 1-6       |